# 洛濟 (安特拉齊特區)
48°6′6″N 39°17′14″E / 48.10167°N 39.28722°E
洛濟（烏克蘭語：Лози）是位於烏克蘭東部的村莊，由盧甘斯克州羅韋尼基區的羅韋尼基市鎮負責管轄。該村始建於1920年，面積0.33平方公里，2001年人口160，人口密度每平方公里492.3人。